# 霍利山 (南卡罗来纳州)
霍利山（英文：Holly Hill），是美国南卡罗来纳州下属的一座城市。城市类型是“Town”。其面积大约为1.31平方英里（3.4平方公里）。根据2010年美国人口普查，该市有人口1,277人，人口密度约为每平方 英里973.32人（约合每平方公里375.81人）。